# Deleni (okręg Vaslui)
Deleni – wieś w Rumunii, w okręgu Vaslui, w gminie Deleni. W 2011 roku liczyła 1644 mieszkańców.